# 新疆生产建设兵团第八师一五〇团
新疆生产建设兵团第八师一五〇团是中华人民共和国新疆生产建设兵团第八师下辖的一个团。

## 行政区划
新疆生产建设兵团第八师一五〇团下辖以下单位：

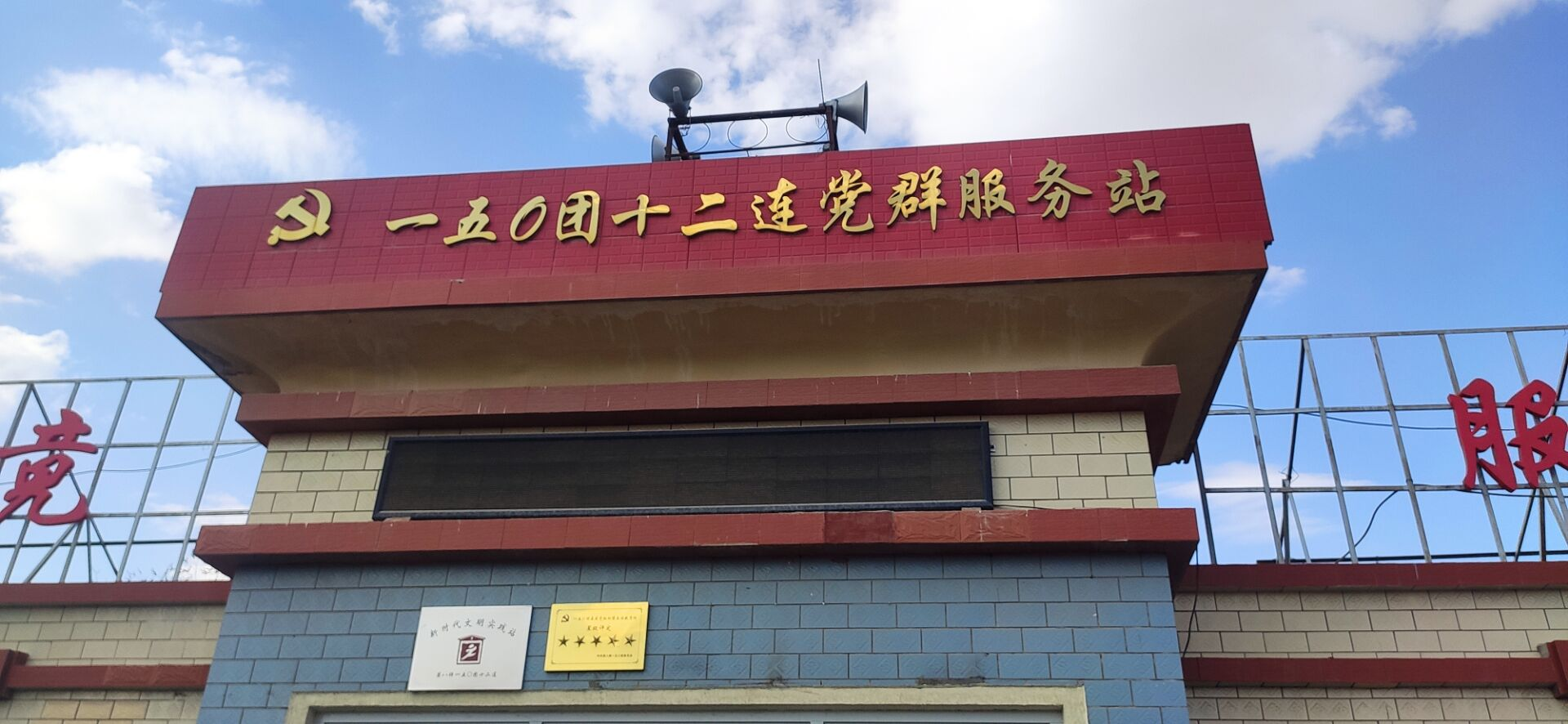
2021年拍摄的150团12连党群服务站。

团部、一连、三连、四连、五连、六连、七连、八连、九连、十一连、十二连、十三连、十四连、十五连、二十连、二十二连、二十三连、二十五连、良繁一连、良繁二连、良繁三连和良繁四连。